# بيل ديلون
بيل ديلون (بالإنجليزية: Bill Dillon)‏ هو سياسي نيوزلندي، ولد في 16 أبريل 1933، وتوفي في 17 أبريل 1994 في هاميلتون في نيوزيلندا. حزبياً، نشط في حزب العمال النيوزيلندي. وقد انتخب عضو مجلس النواب النيوزيلندي.